# 核化学
核化学（かくかがく、英語: nuclear chemistry）は原子核の改変を扱う化学の分野。原義は原子核反応で生成する人工放射性元素に関する無機化学である。核物理学と密接に関連する分野であって、研究領域を厳密に区分することは困難であり、時代や地域によりその内容は必ずしも一定していない。具体的には、発足当時はプルトニウムのようにトン単位で生成する核種が学問の中心にあったが、近年発見される新規人工放射性元素は半減期がmsec以下であり、且つ1つ2つと数えるほどしか生成しないため、原子核物理学、あるいは放射化学のことを指している場合が多い。

## 研究内容
原子核に対して、中性子を吸収させるか、他の核種を核融合させると別の核種に転換される。前者は電荷を持たないので比較的容易に核に吸収させることが可能であるが、後者は電荷の障壁を越えるためにエネルギーが必要な一方、余剰なエネルギーは核を不安定化させて、更なる核分裂の要因となるので、精密な入射エネルギーのコントロールが必要である。
転換された核種が陽子過剰あるいは中性子過剰が進むと不安定核となりアルファ崩壊、ベータ崩壊や核分裂を引き起こす。一方、核子数の魔法数（マジックナンバー）が知られており、特定の数の場合ではエネルギー準位の閉殻構造をとるので原子核が安定化すると考えられている。